# 朱雲
朱 雲（しゅ うん、生没年不詳）は、前漢の学者・政治家。字は游。魯国の人だが平陵県に遷った。

## 略歴
身長は八尺あまり、大変勇ましい容貌で、勇敢さと腕力で有名だった。任侠を好み、人の仇討ちを助けたりしていた。しかし40歳になって考えを改め、博士白子友から『易経』、前将軍蕭望之から『論語』を学んだ。蕭望之に罪があって逮捕される際、朱雲は蕭望之に自殺を勧め、それにより蕭望之は自殺した。
元帝の時、貢禹が御史大夫であったが、華陰県丞の嘉（姓は不詳）と言う者が封事をたてまつり、文武の資質を兼ね備え、忠実で知略のある朱雲を御史大夫にするべきであると元帝に進言した。元帝が大臣に諮問したところ、太子少傅匡衡は反対して嘉を取り調べるよう進言し、嘉は有罪となった。
元帝は『易経』の梁丘賀説を好み、梁丘賀説を学んだ少府五鹿充宗と『易経』を修めた者に議論させ異同を考察しようとした。五鹿充宗は権勢と巧みな弁舌があったため他の学者は彼に対抗しようとせず、病気と称して出てこなかったが、朱雲を推薦する者があった。朱雲は堂々と五鹿充宗を論難した。儒者たちはこのことを指して「五鹿の長い角を朱雲が折った」と言った。これにより博士となった。その後杜陵県令となり、罪があったが恩赦を受け、方正に推挙されて槐里県令となった。
当時、中書令石顕が権力を握り、五鹿充宗がその一味となっており、大臣たちも彼らを恐れていた。御史中丞陳咸だけは石顕に従わないでおり、朱雲と交友があった。朱雲は丞相韋玄成を批判する上書をし、陳咸は石顕を非難した。しばらくして朱雲に殺人の嫌疑がかかり、朝会の場で丞相韋玄成が彼の暴虐ぶりを述べた。陳咸はそれを聞いていて朱雲に語り、朱雲は陳咸の助けを借りて潔白を訴える書を奉り、御史中丞が事件を扱うように取り計らおうとした。しかし丞相がこの事件を扱うこととなり、丞相府は殺人罪で立件した。朱雲は逃げて長安に潜伏したが、丞相は朱雲と陳咸が共謀していることも立件し、二人は獄に下された。死罪は免れて城旦（労働刑）となり、元帝の時代には用いられなかった。

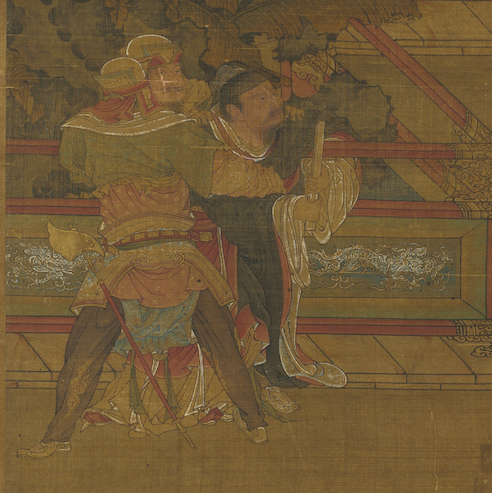
朱雲

成帝の時代になり、元丞相の安昌侯張禹は成帝の学問の師であったことから大変尊重されていた。これが目に余ると見た朱雲は謁見を求め、大臣たちの前で「今、朝廷の大臣は主を正すことも民を助けることもできず、地位にふさわしくありません。願わくば私に秘蔵の斬馬剣を賜り、佞臣一人を斬って他の者の目を覚まさせてやりたいと思います」と述べた。成帝が「それは誰だ？」と聞くと「安昌侯張禹であります」と答えたため、成帝は「小物が上を謗り、公に皇帝の師匠を辱めるとは、死罪である」と怒り、御史に朱雲を連行させようとした。朱雲は宮殿の欄檻（欄干）につかまって抵抗し、欄檻が折れてしまった。朱雲は「私は死んでも黄泉の世界で関龍逢や比干（いずれも主君に対し諫言をした事で有名な家臣達）に従うことができればそれで十分ですが、陛下が何と言われるかはわかりません」と叫んだ。朱雲は連行されたが、左将軍辛慶忌がこの狂直の者を誅殺すべきではないと命を賭けて諌めたため、成帝の怒りも解けて許された。欄檻を修理する際、成帝は「欄檻は交換してはいけない。元のものをつなぎ合わせてわかるようにし、直臣を顕彰するのだ」と命じた。これが「折檻」という言葉の起こりとなった。
その後、朱雲は出仕せずにいた。丞相薛宣が丞相府に留まって四方の人材を検分してくれないかと頼んだことがあったが、朱雲は「私に丞相府の役人になれというのかね？」と言って断った。朱雲は九江郡の厳望、その兄の子の厳元に自分の学問を伝えた。
朱雲は70歳あまりで死亡した。病気になっても医者を呼ばず薬を飲まず、薄葬するよう遺言した。